# Циклоалкени
Ци́клоалке́ни (англ. cycloalkenes [cycloolephines, cyclenes]; нім. Zykloalkene n pl [Zykloolephine n pl, Zyklene n pl]) — аліциклічні ненасичені вуглеводні (залежно від кількості етиленових зв'язків у циклі — циклоалкени, циклоалкадіени і т. д.); можуть існувати у вигляді цис-ізомерів (від С3 до С7), з більшими циклами — у вигляді цис- і транс-ізомерів, або головно транс-ізомерів для С10 і вище. Стабільність зростає від С3 до С6, потім дещо знижується. За хімічними властивостями нагадують алкени, але напружений тричленний циклопропен радше повторює ацетилен і дуже схильний полімеризуватись та розкривати цикл.

## Приклади

Циклопропен
Циклобутен
Циклопентен
Циклогексен
Циклогептен
1,3-Циклогексадієн
1,4-CnЦиклогексадієн
1,5-Циклооктадієн